# Colobothea boliviana
Colobothea boliviana es una especie de escarabajo longicornio del género Colobothea, categorizada en la tribu Colobotheini, de la subfamilia Lamiinae. Fue descrita por Galileo & al. en 2014.

## Descripción
Mide 10,1-12,4 mm de longitud.

## Distribución
Se distribuye por Bolivia.